# Liste der Kulturdenkmäler in Witzenhausen/Stadtteile
Die folgende Liste enthält die in der Denkmaltopographie ausgewiesenen Kulturdenkmäler auf dem Gebiet  der  Stadt Witzenhausen, Werra-Meißner-Kreis, Hessen.
Hinweis: Die Reihenfolge der Denkmäler in dieser Liste orientiert sich zunächst an Stadtteilen und anschließend der Anschrift, alternativ ist sie auch nach der Bezeichnung, der vom Landesamt für Denkmalpflege vergebenen Nummer oder der Bauzeit sortierbar.
Kulturdenkmäler werden fortlaufend im Denkmalverzeichnis des Landes Hessen durch das Landesamt für Denkmalpflege Hessen auf Basis des Hessischen Denkmalschutzgesetzes (HDSchG) geführt. Die Schutzwürdigkeit eines Kulturdenkmals hängt nicht von der Eintragung in das Denkmalverzeichnis des Landes Hessen oder der Veröffentlichung in der Denkmaltopographie ab.

Das Vorhandensein oder Fehlen eines Objekts in dieser Liste ist keine rechtsverbindliche Auskunft darüber, ob es Kulturdenkmal ist oder nicht: Diese Liste entspricht möglicherweise nicht dem aktuellen Stand der offiziellen Denkmaltopographie. Diese ist für Hessen in den entsprechenden Bänden der Denkmaltopographie Bundesrepublik Deutschland und im Internet unter DenkXweb – Kulturdenkmäler in Hessen einsehbar. Auch diese Quellen sind, obwohl sie durch das Landesamt für Denkmalpflege Hessen aktualisiert werden, nicht immer aktuell, da es im Denkmalbestand immer wieder Änderungen gibt.
Eine verbindliche Auskunft erteilt allein das Landesamt für Denkmalpflege Hessen.
Nutze diese Kartenansicht, um Koordinaten in der Liste zu setzen. In dieser Kartenansicht sind Kulturdenkmale ohne Koordinaten mit einem roten bzw. orangen Marker dargestellt und können in der Karte gesetzt werden. Kulturdenkmale ohne Bild sind mit einem blauen bzw. roten Marker gekennzeichnet, Kulturdenkmale mit Bild mit einem grünen bzw. orangen Marker.

## Kulturdenkmäler nach Stadtteilen

### Albshausen
| Bild                    | Bezeichnung             | Lage                                                             | Beschreibung                   | Bauzeit | Objekt-Nr. |
| ----------------------- | ----------------------- | ---------------------------------------------------------------- | ------------------------------ | ------- | ---------- |
| Gesamtanlage Albshausen | Gesamtanlage Albshausen | Dorfstraße, Kirchstraße 1, 1a, 2, 3, 7, Gertenbacher Straße Lage |                                |         | 41360 DDB  |
| Schafstall              | Schafstall              | Dorfstraße LageFlur: 3, Flurstück: 23/7                          |                                |         | 41363 DDB  |
| Fachwerkwohnhaus        | Fachwerkwohnhaus        | Dorfstraße 3 LageFlur: 3, Flurstück: 23/7, 23/8                  |                                |         | 41361 DDB  |
| weitere Bilder          | Evangelische Kirche     | Gertenbacher Straße 1 LageFlur: 3, Flurstück: 63/6               |                                |         | 41362 DDB  |
| Hakenhof                | Hakenhof                | Gertenbacher Straße 4 LageFlur: 3, Flurstück: 15/6               |                                |         | 41364 DDB  |
| Fachwerkwohnhaus        | Fachwerkwohnhaus        | Gertenbacher Straße 5 LageFlur: 3, Flurstück: 54/1               |                                |         | 41365 DDB  |
| Hofanlage               | Hofanlage               | Kirchstraße 3 LageFlur: 3, Flurstück: 36/4                       | mit dahinter liegender Scheune |         | 41366 DDB  |

### Berlepsch
| Bild                | Bezeichnung                      | Lage | Beschreibung                                                                                                  | Bauzeit | Objekt-Nr. |
| ------------------- | -------------------------------- | --- | --- | ------- | ---------- |
| Bild gesucht BW     | Gesamtanlage Berlepsch           | Hübenthal 1a, 3, 4, 7, 9–11 Lage                                                                                | |         | 41368 DDB  |
| Bild gesucht BW     | Sachgesamtheit Schloss Berlepsch | Berlepsch 1–6, Steinbreite, Grebenhagen, Gossenbusch LageFlur: 4, Flurstück: 19, 22/1, 26/4, 45/18, 51/20, 55/1 | mit Park und Kapelle, Mühle, Försterei, Grenzstein KFH 1838, historische Pflasterung im Hof und Gerichtstisch |         | 768654 DDB |
| Schloss Berlepsch   | Schloss Berlepsch                | Berlepsch 1 LageFlur: 4, Flurstück: 51/20                                                                       | |         | 768654 DDB |
| Bild gesucht BW     | Park                             | Lage | |         |            |
| weitere Bilder      | Kapelle                          | LageFlur: 4, Flurstück: 19                                                                                      | |         | 768654 DDB |
| Bild gesucht BW     | Erbbegräbnis                     | Lage | |         |            |
| Bild gesucht BW     | Mühle                            | Lage | mit Nebengebäude                                                                                              |         |            |
| Bild gesucht BW     | Försterei                        | Lage | |         |            |
| Bild gesucht BW     | Grenzstein KFH 1838              | Lage | |         |            |
| Bild gesucht BW     | Hofpflaster                      | Lage | |         |            |
| Gerichtstisch       | Gerichtstisch                    | Lage | |         |            |
| Bild gesucht BW     | Sachgesamtheit Gut Ellerode      | Ellerode 1, Trockener Hof, Im langen Hofe LageFlur: 9, Flurstück: 6, 7, 8                                       | mit Sandsteintisch                                                                                            |         | 41370 DDB  |
| Bild gesucht BW     | Hofanlage                        | LageFlur: 9, Flurstück: 6, 7                                                                                    | |         | 41370 DDB  |
| Bild gesucht BW     | Wirtschaftsgebäude               | LageFlur: 9, Flurstück: 8                                                                                       | |         |            |
| Bild gesucht BW     | Schmiede                         | Lage | |         |            |
| Bild gesucht BW     | Tagelöhnerhaus                   | Lage | abgerissen |         |            |
| Grenzstein KFH 1838 | Grenzstein KFH 1838              | Lage | |         |            |
| Bild gesucht BW     | Sandsteintisch                   | Lage | |         |            |
| Bild gesucht BW     | Gut Hübenthal                    | Hübenthal 3, 4 LageFlur: 2, Flurstück: 17/1, 17/4, 17/5                                                         | |         | 41369 DDB  |

### Bischhausen
| Bild            | Bezeichnung         | Lage                                                                   | Beschreibung             | Bauzeit | Objekt-Nr. |
| --------------- | ------------------- | ---------------------------------------------------------------------- | ------------------------ | ------- | ---------- |
| Bild gesucht BW | Evangelische Kirche | Mündener Straße, Mündener Straße 50a LageFlur: 38, Flurstück: 11, 13/1 | evangelische Pfarrkirche | 1774    | 41331 DDB  |
| Gutshof         | Gutshof             | Mündener Straße 50, 50a LageFlur: 38, Flurstück: 9/1, 10/1, 10/2       | mit Wirtschaftsgebäuden  |         | 768615 DDB |

### Blickershausen
| Bild             | Bezeichnung                 | Lage | Beschreibung               | Bauzeit | Objekt-Nr. |
| ---------------- | --------------------------- | --- | -------------------------- | ------- | ---------- |
| Bild gesucht BW  | Gesamtanlage Blickershausen | Am Gänsemarkt, Am Kirchplatz, Am Rautenbach, Brückengasse, Ermschwerder Straße 1, 2, Hedemündener Straße 1–3, 2–12, Kampstraße 1, 2, 2a, 3, Steinweg 1, 1a, 2–8 Lage |                            |         | 41373 DDB  |
| Streckhof        | Streckhof                   | Am Gänsemarkt 1 LageFlur: 3, Flurstück: 41/2 |                            | Um 1700 | 41374 DDB  |
| Hofanlage        | Hofanlage                   | Am Gänsemarkt 2 LageFlur: 3, Flurstück: 35/3 |                            |         | 41377 DDB  |
| Bild gesucht BW  | Hofanlage                   | Am Gänsemarkt 3 LageFlur: 3, Flurstück: 264/44 | Wohnhaus mit drei Scheunen |         | 41375 DDB  |
| weitere Bilder   | Ev. Kirche                  | Am Kirchplatz 5 LageFlur: 3, Flurstück: 84 |                            |         | 41386 DDB  |
| Tagelöhnerhaus   | Tagelöhnerhaus              | Am Kirchplatz 7 LageFlur: 3, Flurstück: 81 |                            |         | 41666 DDB  |
| Tagelöhnerhaus   | Tagelöhnerhaus              | Am Kirchplatz 9 LageFlur: 3, Flurstück: 80 |                            |         | 41387 DDB  |
| Fachwerkwohnhaus | Fachwerkwohnhaus            | Am Rautenbach 5 LageFlur: 3, Flurstück: 27/5 |                            | Um 1760 | 41376 DDB  |
| Bild gesucht BW  | Hofanlage                   | Ermschwerder Straße 1 LageFlur: 3, Flurstück: 45/2 |                            |         | 41378 DDB  |
| Hofanlage        | Hofanlage                   | Ermschwerder Straße 4 LageFlur: 3, Flurstück: 54/2 |                            |         | 41379 DDB  |
| Bild gesucht BW  | Müllerhof                   | Hedemünder Straße 6 LageFlur: 3, Flurstück: 19/1, 249/1 |                            |         | 41380 DDB  |
| Bild gesucht BW  | Wohnhaus                    | Hedemünder Straße 8 LageFlur: 3, Flurstück: 16/1 | mit der Scheune rechts     | Um 1800 | 41381 DDB  |
| Hofanlage        | Hofanlage                   | Hedemünder Straße 13 LageFlur: 3, Flurstück: 102/1 |                            |         | 99574 DDB  |
| Bild gesucht BW  | Streckhof                   | Hedemünder Straße 16 LageFlur: 3, Flurstück: 8/1 | mit Scheune                |         | 41382 DDB  |
| Wegweiser        | Wegweiser                   | Im oberen Felde LageFlur: 5, Flurstück: 33 |                            |         | 41633 DDB  |
| Hofanlage        | Hofanlage                   | Kampstraße 2 LageFlur: 3, Flurstück: 64/6 |                            |         | 41383 DDB  |
| Schmiede         | Schmiede                    | Kampstraße 2a LageFlur: 3, Flurstück: 72/3 |                            |         | 41385 DDB  |
| Wohnhaus         | Wohnhaus                    | Kampstraße 3 LageFlur: 3, Flurstück: 48/2 |                            | 1793    | 41384 DDB  |

### Dohrenbach
| Bild                    | Bezeichnung                   | Lage                                                                                            | Beschreibung             | Bauzeit | Objekt-Nr. |
| ----------------------- | ----------------------------- | ----------------------------------------------------------------------------------------------- | ------------------------ | ------- | ---------- |
| Gesamtanlage Dohrenbach | Gesamtanlage Dohrenbach       | Bilsteinstraße 2–6, Kirchweg, Rainstraße 1–9, 2–8 Lage                                          |                          |         | 41389 DDB  |
| Bild gesucht BW         | Gedenkstein 1                 | Auf der Warthe LageFlur: 10, Flurstück: 35/1                                                    |                          |         | 41657 DDB  |
| Bild gesucht BW         | Gedenkstein 2                 | Auf der Warthe LageFlur: 10, Flurstück: 35/1                                                    |                          |         | 41658 DDB  |
| Bild gesucht BW         | Streckhof                     | Bilsteinstraße 1, 1a LageFlur: 7, Flurstück: 10/4, 10/8, 10/9                                   |                          |         | 41390 DDB  |
| Bild gesucht BW         | Fachwerkwohnhaus              | Bilsteinstraße 5 LageFlur: 7, Flurstück: 15/3                                                   |                          |         | 41391 DDB  |
| Bild gesucht BW         | Hofanlage                     | Bilsteinstraße 6 LageFlur: 7, Flurstück: 46/2                                                   |                          |         | 41392 DDB  |
| Fachwerkscheune         | Fachwerkscheune               | Bilsteinstraße 7 LageFlur: 7, Flurstück: 17/2                                                   | abgerissen               |         |            |
| Wohnhaus                | Wohnhaus                      | Bilsteinstraße 8 LageFlur: 7, Flurstück: 44/5                                                   |                          | Um 1770 | 41393 DDB  |
| Bild gesucht BW         | Mühlengebäude                 | Bilsteinstraße 20 LageFlur: 7, Flurstück: 34/13                                                 | hinterer Gebäudeteil     |         | 41394 DDB  |
| Bild gesucht BW         | Sachgesamtheit Hof Fahrenbach | Fahrenbach 2, Rasenhof, Fahrenbach 1, 4, 5 LageFlur: 12, Flurstück: 111/1, 86/1, 92/1, 89/1, 99 |                          |         | 41399 DDB  |
| Herrenhaus              | Herrenhaus                    | Lage                                                                                            |                          |         |            |
| Scheune                 | Scheune                       | Lage                                                                                            |                          |         |            |
| Scheune                 | Scheune                       | Lage                                                                                            |                          |         |            |
| Bild gesucht BW         | Scheune                       | Lage                                                                                            |                          |         |            |
| Bild gesucht BW         | Scheune                       | Lage                                                                                            |                          |         |            |
| Bild gesucht BW         | Scheune                       | Lage                                                                                            |                          |         |            |
| Kuhstall                | Kuhstall                      | Lage                                                                                            |                          |         |            |
| Schmiede                | Schmiede                      | Lage                                                                                            |                          |         |            |
| Hühnerhaus              | Hühnerhaus                    | Lage                                                                                            |                          |         |            |
| Pferdestall             | Pferdestall                   | Lage                                                                                            |                          |         |            |
| Bild gesucht BW         | Gesindehaus                   | Lage                                                                                            |                          |         |            |
| Bild gesucht BW         | 6 Grenzsteine                 | Große Kappe, Zank, Rote-See-Försterhaus, Langenberg, Heßebühl LageFlur: 14, Flurstück: 1/13     | Inschrift: FR/FB 1734    |         | 41615 DDB  |
| Evangelische Kirche     | Evangelische Kirche           | Kirchweg 3 LageFlur: 7, Flurstück: 48                                                           | Fachwerkkirche           | 1853    | 41395 DDB  |
| Rauchhaus               | Rauchhaus                     | Kirchweg 4 LageFlur: 7, Flurstück: 59/3                                                         |                          |         | 41396 DDB  |
| Bild gesucht BW         | Pfarrhaus                     | Kirchweg 11 LageFlur: 7, Flurstück: 72/1, 72/2                                                  | Ehemaliges Pfarrhaus     |         | 41397 DDB  |
| Bild gesucht BW         | Hofanlage                     | Rainstraße 2 LageFlur: 7, Flurstück: 110/3                                                      |                          |         | 41400 DDB  |
| Anger                   | Anger                         | Ringkopfstraße o. Nr. LageFlur: 7, Flurstück: 112/23                                            | Ehemaliger Gerichtsplatz |         | 41398 DDB  |

### Ellingerode
| Bild            | Bezeichnung         | Lage                                                                    | Beschreibung                                                 | Bauzeit | Objekt-Nr. |
| --------------- | ------------------- | ----------------------------------------------------------------------- | ------------------------------------------------------------ | ------- | ---------- |
| weitere Bilder  | Evangelische Kirche | Kirchstraße 1 LageFlur: 9, Flurstück: 91/1                              | Dorfkirche, mit zwei neogotischen Grabsteinen vor der Kirche | 1743    | 41402 DDB  |
| Bild gesucht BW | Fachwerkgebäude     | Kirchstraße 4 LageFlur: 9, Flurstück: 124/1                             |                                                              |         | 41403 DDB  |
| Bild gesucht BW | Fachwerkwohnhaus    | Unterdorfstraße 6, Unterdorfstraße 4 LageFlur: 9, Flurstück: 80/3, 80/4 |                                                              |         | 41404 DDB  |
| Bild gesucht BW | Tagelöhnerhaus      | Unterdorfstraße 7 LageFlur: 9, Flurstück: 58/1                          |                                                              |         | 41405 DDB  |
| Bild gesucht BW | Wohnhaus            | Weinbergstraße 2 LageFlur: 9, Flurstück: 140/1                          | Am 19. November 2019 wurde das Haus zum Abbruch freigegeben. |         | 41406 DDB  |
| Bild gesucht BW | Fachwerkwohnhaus    | Weinbergstraße 6 LageFlur: 9, Flurstück: 137/1                          |                                                              | 1830    | 41407 DDB  |
| Bild gesucht BW | Streckhof           | Weinbergstraße 8 LageFlur: 9, Flurstück: 134/1                          |                                                              |         | 41408 DDB  |
| Bild gesucht BW | Fachwerkwohnhaus    | Weinbergstraße 12 LageFlur: 9, Flurstück: 133/1                         |                                                              |         | 41409 DDB  |
| Bild gesucht BW | Fachwerkwohnhaus    | Weinbergstraße 16 LageFlur: 9, Flurstück: 127/3                         | mit Scheune                                                  |         | 41410 DDB  |
| Bild gesucht BW | Fachwerkwohnhaus    | Wilhelmshäuser Straße 8 LageFlur: 9, Flurstück: 27/1                    |                                                              |         | 41411 DDB  |
| Bild gesucht BW | Streckhof           | Wilhelmshäuser Straße 11 LageFlur: 9, Flurstück: 84/2                   |                                                              |         | 41412 DDB  |
| Bild gesucht BW | Hofanlage           | Wilhelmshäuser Straße 12 LageFlur: 9, Flurstück: 19/3                   |                                                              |         | 41413 DDB  |
| Bild gesucht BW | Scheune             | Wilhelmshäuser Straße (Bei Nr. 13) LageFlur: 9, Flurstück: 88/8         |                                                              | 1737    | 41414 DDB  |
| Bild gesucht BW | Streckhof           | Wilhelmshäuser Straße 15 LageFlur: 9, Flurstück: 116/5                  |                                                              |         | 41415 DDB  |
| Bild gesucht BW | Wohnhaus            | Wilhelmshäuser Straße 18 LageFlur: 9, Flurstück: 242/15                 |                                                              |         | 41416 DDB  |
| Bild gesucht BW | Mühle               | Wilhelmshäuser Straße 21 LageFlur: 9, Flurstück: 142/1                  | mit Sandsteintreppe und Hofpflaster                          |         | 41417 DDB  |
| Bild gesucht BW | Streckhof           | Wilhelmshäuser Straße 26 LageFlur: 9, Flurstück: 6/1                    |                                                              |         | 41418 DDB  |

### Ermschwerd
| Bild                                       | Bezeichnung                                | Lage | Beschreibung                                                        | Bauzeit | Objekt-Nr. |
| ------------------------------------------ | ------------------------------------------ | --- | ------------------------------------------------------------------- | ------- | ---------- |
| Gut Freudenthal                            | Gut Freudenthal                            | Am Mittelberg 3 LageFlur: 11, Flurstück: 147                                                                                               |                                                                     |         | 41439 DDB  |
| Historische Teile der evangelischen Kirche | Historische Teile der evangelischen Kirche | Auf dem Kirchhof 6 LageFlur: 8, Flurstück: 46/2                                                                                            | Reste der Ausstattung der Kirche sowie ein Grabstein vor der Kirche |         | 41430 DDB  |
| Bild gesucht BW                            | Fachwerkgebäude                            | Auf dem Mühlenberg LageFlur: 8, Flurstück: 144                                                                                             |                                                                     |         | 41421 DDB  |
| Bild gesucht BW                            | Fachwerkwohnhaus                           | Auf dem Mühlenberg 2 LageFlur: 8, Flurstück: 132/1                                                                                         |                                                                     |         | 41420 DDB  |
| Ehemaliger Hof der Familie von Buttlar     | Ehemaliger Hof der Familie von Buttlar     | Blickershäuser Straße 2, Im Poppenteich LageFlur: 8, Flurstück: 245/9, 4/10                                                                |                                                                     |         | 41422 DDB  |
| Tagelöhnerhaus                             | Tagelöhnerhaus                             | Blickershäuser Straße 5 LageFlur: 8, Flurstück: 60/4                                                                                       |                                                                     |         | 41423 DDB  |
| Pfarrhaus                                  | Pfarrhaus                                  | Blickershäuser Straße 7 LageFlur: 8, Flurstück: 63/3                                                                                       |                                                                     |         | 41424 DDB  |
| Bild gesucht BW                            | Wohnhaus                                   | Hinter den Höfen 10 LageFlur: 7, Flurstück: 47/2, 53/2                                                                                     |                                                                     |         | 41425 DDB  |
| Wegweiser                                  | Wegweiser                                  | Hubenröder Straße LageFlur: 8, Flurstück: 233/38                                                                                           | Inschrift: Hubenrode / Witzenhausen / Ziegenhagen                   |         | 41634 DDB  |
| Bild gesucht BW                            | Fachwerkhaus                               | Hubenröder Straße 11 LageFlur: 7, Flurstück: 156/4                                                                                         |                                                                     |         | 41428 DDB  |
| Bild gesucht BW                            | Wohnhaus                                   | Hubenröder Straße 17 LageFlur: 7, Flurstück: 57/6                                                                                          |                                                                     |         | 41426 DDB  |
| Burgmühle                                  | Burgmühle                                  | Hubenröder Straße 20 LageFlur: 7, Flurstück: 14/3                                                                                          |                                                                     |         | 41427 DDB  |
| Kreuzstein * 4624.3                        | Kreuzstein * 4624.3                        | Im Poppenteich LageFlur: 8, Flurstück: 248/6                                                                                               |                                                                     |         | 41651 DDB  |
| Bild gesucht BW                            | Mühle                                      | In der Grund 1/3 LageFlur: 8, Flurstück: 180/2, 183/2                                                                                      |                                                                     |         | 41431 DDB  |
| Bild gesucht BW                            | Wohnhaus                                   | In der Grund 5 LageFlur: 8, Flurstück: 179/2                                                                                               |                                                                     |         | 41433 DDB  |
| Bild gesucht BW                            | Fachwerkwohnhaus                           | In der Langen Grund 2, Witzenhäuser Landstraße 5 LageFlur: 8, Flurstück: 138/2, 139/1                                                      | mit Grundstücksmauer                                                |         | 41432 DDB  |
| Bild gesucht BW                            | Kreuzstein * 4624.4                        | L 3238 LageFlur: 10, Flurstück: 69/49 |                                                                     |         | 41652 DDB  |
| Bild gesucht BW                            | Sachgesamtheit Gutshof Buttlar             | In der Langen Grund 3, Witzenhäuser Landstraße 1, 3, 12, Hungershäuser Bach LageFlur: 8, 10, Flurstück: 197/2, 254/11, 212/2, 213/5, 214/3 | Gutshof der von Buttlar; mit Sandsteinbrücke                        |         | 41436 DDB  |
| Herrenhaus                                 | Herrenhaus                                 | Witzenhäuser Landstraße 1 Lage |                                                                     |         |            |
| Bild gesucht BW                            | Kuhstall                                   | In der Langen Grund 3 Lage |                                                                     |         |            |
| Bild gesucht BW                            | Gesindehaus                                | In der Langen Grund 1 Lage |                                                                     |         |            |
| Bild gesucht BW                            | Scheune                                    | Witzenhäuser Landstraße 3 Lage |                                                                     |         |            |
| Bild gesucht BW                            | Sandsteinbrücke                            | Lage |                                                                     |         |            |
| Marstall                                   | Marstall                                   | Witzenhäuser Landstraße 12 Lage |                                                                     |         |            |
| Bild gesucht BW                            | Wohnhaus                                   | Mäusegasse 10 LageFlur: 8, Flurstück: 101/1                                                                                                |                                                                     |         | 41435 DDB  |
| Bild gesucht BW                            | Sachgesamtheit Gut Stiedenrode             | Stiedenrode 1, 3, Über der großen Wiese, Im Kleinen Feld LageFlur: 3, Flurstück: 18/6, 73/10                                               | Fachwerkwohnhaus, Wirtschaftsgebäude, Gartenpavillon                |         | 41438 DDB  |
| Bild gesucht BW                            | Fachwerkwohnhaus                           | Lage |                                                                     |         |            |
| Bild gesucht BW                            | Scheune                                    | Lage |                                                                     |         |            |
| Bild gesucht BW                            | Wirtschaftsgebäude                         | Lage |                                                                     |         |            |
| Bild gesucht BW                            | Wirtschaftsgebäude                         | Lage |                                                                     |         |            |
| Bild gesucht BW                            | Gartenpavillon                             | Lage |                                                                     |         |            |
| Bild gesucht BW                            | Scheune                                    | Witzenhäuser Landstraße 5 LageFlur: 8, Flurstück: 138/2                                                                                    | Zu Wohnzwecken umgebaute Scheune.                                   |         | 41437 DDB  |

### Gertenbach
| Bild            | Bezeichnung             | Lage                                                                                      | Beschreibung             | Bauzeit       | Objekt-Nr. |
| --------------- | ----------------------- | ----------------------------------------------------------------------------------------- | ------------------------ | ------------- | ---------- |
| Bild gesucht BW | Gesamtanlage Gertenbach | Am Kirchhof, Mündener Straße 3–19, 23, 6–22, Niedecke 1–3, 4–8 LageFlur: 5, 7, Flurstück: |                          |               | 41441 DDB  |
| Wohnhaus        | Wohnhaus                | Alte Brückenstraße 2 LageFlur: 6, Flurstück: 56/3                                         |                          | 1813          | 41456 DDB  |
| Bild gesucht BW | Fachwerkwohnhaus        | Alte Brückenstraße 3 LageFlur: 7, Flurstück: 13/2                                         |                          |               | 41442 DDB  |
| Bild gesucht BW | Fachwerkgebäude         | Alte Brückenstraße 4 LageFlur: 6, Flurstück: 56/2                                         |                          |               | 41443 DDB  |
| Bild gesucht BW | Wohnhaus                | Alte Brückenstraße 8 LageFlur: 6, Flurstück: 44/1                                         |                          |               | 41444 DDB  |
| Bild gesucht BW | Fachwerkwohnhaus        | Alte Brückenstraße 13 LageFlur: 7, Flurstück: 36/1                                        | mit Wirtschaftsgebäuden  |               | 41445 DDB  |
| Bild gesucht BW | Mühle                   | Am Damm 2 LageFlur: 6, Flurstück: 50/1                                                    |                          |               | 41446 DDB  |
| Bild gesucht BW | Wohnhaus                | Am Damm 5 LageFlur: 6, Flurstück: 159/26, 64/4                                            |                          |               | 41448 DDB  |
| Bild gesucht BW | Streckhof               | Am Damm 9 LageFlur: 6, Flurstück: 18/2                                                    |                          |               | 41447 DDB  |
| weitere Bilder  | Evangelische Kirche     | Am Kirchhof 2, Im Dorfe LageFlur: 5, Flurstück: 60/1, 247/59                              |                          |               | 41449 DDB  |
| Kalkofen        | Kalkofen                | Epberg LageFlur: 4, Flurstück: 117/16                                                     |                          |               | 41460 DDB  |
| Bild gesucht BW | Streckhof               | Mündener Straße 6/8 LageFlur: 5, Flurstück: 112/1, 112/2                                  |                          |               | 41450 DDB  |
| Bild gesucht BW | Doppelhaus              | Mündener Straße 7/9 LageFlur: 7, Flurstück: 65/10                                         | mit Stall-/Scheunentrakt | 1741          | 41451 DDB  |
| Bild gesucht BW | Wohngebäude             | Mündener Straße 16 LageFlur: 5, Flurstück: 258/97                                         |                          |               | 41452 DDB  |
| Bild gesucht BW | Hofanlage               | Mündener Straße 17 LageFlur: 7, Flurstück: 19/3                                           |                          | Wohnhaus 1769 | 41453 DDB  |
| Bild gesucht BW | Hofanlage               | Mündener Straße 19 LageFlur: 7, Flurstück: 184/14                                         |                          |               | 41454 DDB  |
| Bild gesucht BW | Fachwerkwohnhaus        | Mündener Straße 23 LageFlur: 7, Flurstück: 5/3                                            |                          |               | 41455 DDB  |
| Bild gesucht BW | Wohnhaus                | Mündener Straße 27 LageFlur: 6, Flurstück: 155/11                                         |                          |               | 41457 DDB  |
| Bild gesucht BW | Hofanlage               | Mündener Straße 31 LageFlur: 6, Flurstück: 8/5                                            |                          |               | 41458 DDB  |
| Bild gesucht BW | Tagelöhnerhaus          | Niedecke 1 LageFlur: 7, Flurstück: 66/2                                                   |                          |               | 41459 DDB  |

### Hubenrode
| Bild           | Bezeichnung         | Lage                                                                                      | Beschreibung | Bauzeit | Objekt-Nr. |
| -------------- | ------------------- | ----------------------------------------------------------------------------------------- | ------------ | ------- | ---------- |
| Wohnhaus       | Wohnhaus            | Neufriemer Straße 7, Neufriemer Straße LageFlur: 5, Flurstück: 28/3, 60/11                |              |         | 41462 DDB  |
| weitere Bilder | Evangelische Kirche | Neufriemer Straße 11 LageFlur: 5, Flurstück: 21/1                                         |              |         | 41463 DDB  |
| Zweiseithof    | Zweiseithof         | Neufriemer Straße 14/16 LageFlur: 5, Flurstück: 140/6, 141/6, 142/6, 147/6, 3/2, 6/2, 7/1 |              |         | 41464 DDB  |
| Streckhof      | Streckhof           | Neufriemer Straße 22 LageFlur: 5, Flurstück: 16/16                                        |              |         | 41465 DDB  |

### Hundelshausen
| Bild                                    | Bezeichnung                         | Lage | Beschreibung                                                                                           | Bauzeit | Objekt-Nr. |
| --------------------------------------- | ----------------------------------- | --- | --- | ------- | ---------- |
| Bild gesucht BW                         | Gesamtanlage Hundelshausen I        | Bachstraße, Eisfeld 3–11, Kirchstraße 1–45, 4–10, 16–40, Raiffeisenstraße 3–11, 12–16, Ziegelgasse 8, 13 LageFlur: 5, Flurstück:                 | |         | 41467 DDB  |
| Bild gesucht BW                         | Gesamtanlage Hundelshausen II       | Kasseler Straße 4–22 LageFlur: 5, Flurstück: | |         | 41468 DDB  |
| Direkt Bild zu diesem Denkmal hochladen | 15 Grenzsteine                      | Außerhalb Ortslage | Inschrift: HC/HR 1740                                                                                  |         | 41599 DDB  |
| Direkt Bild zu diesem Denkmal hochladen | 37 Grenzsteine                      | Außerhalb Ortslage | Inschrift: HC/HR 1740                                                                                  |         | 41600 DDB  |
| Direkt Bild zu diesem Denkmal hochladen | 8 Grenzsteine                       | Außerhalb Ortslage | Inschrift: HR/D – 1728/1730                                                                            |         | 41602 DDB  |
| weitere Bilder                          | Meilenstein * 4725.V1               | B 451 LageFlur: 13, Flurstück: 169/16 | Inschrift: Cassel 4 M – 104                                                                            |         | 41635 DDB  |
| Bild gesucht BW                         | Mühle                               | Bachstraße 2 LageFlur: 5, Flurstück: 28, 29/3, 29/6                                                                                              | | 1709    | 41469 DDB  |
| Bild gesucht BW                         | Straßenbrücke                       | Bahnhofstraße LageFlur: 3, Flurstück: 54/10 | |         | 768962 DDB |
| Bahnhof                                 | Bahnhof                             | Bahnhofstraße 14 LageFlur: 3, Flurstück: 83/20                                                                                                   | | 1915    | 768963 DDB |
| Bild gesucht BW                         | Vermessungsstein                    | Breitetal, Spitze Wiese, Schwiemel, Schettelsrain, Rotheliethe, Roggenberg, Kümmelroth, Krücken, Im Breitetal, Iberg LageFlur: 8, Flurstück: 8/1 | Inschrift: KLV 1847 / TP 507,4                                                                         | 1915    | 41639 DDB  |
| Bild gesucht BW                         | Hof                                 | Gelsterstraße 2 LageFlur: 5, Flurstück: 71 | |         | 41470 DDB  |
| Bild gesucht BW                         | Tagelöhnerhaus                      | Gelsterstraße 4 LageFlur: 5, Flurstück: 397/68                                                                                                   | |         | 41471 DDB  |
| Bild gesucht BW                         | Fachwerkwohnhaus                    | Kasseler Straße 23 LageFlur: 5, Flurstück: 560/149                                                                                               | |         | 41473 DDB  |
| Ehem. Zigarrenfabrik                    | Ehem. Zigarrenfabrik                | Kasseler Straße 32 LageFlur: 5, Flurstück: 173/4                                                                                                 | |         | 41474 DDB  |
| Brücke                                  | Brücke                              | Kirchstraße, Gelsterstraße LageFlur: 5, Flurstück: 246/3, 254/10                                                                                 | Sandsteinbrücke                                                                                        |         | 41472 DDB  |
| Bild gesucht BW                         | Barockhaus                          | Kirchstraße 3 LageFlur: 5, Flurstück: 114/1 | |         | 41475 DDB  |
| Bild gesucht BW                         | Wohnhaus                            | Kirchstraße 5 LageFlur: 5, Flurstück: 115/1 | |         | 41476 DDB  |
| Bild gesucht BW                         | Einhaus                             | Kirchstraße 10 LageFlur: 5, Flurstück: 44/1 | |         | 41477 DDB  |
| Bild gesucht BW                         | Fachwerkgebäude                     | Kirchstraße 11 LageFlur: 5, Flurstück: 199/6 | |         | 41479 DDB  |
| weitere Bilder                          | Evangelische Kirche                 | Kirchstraße 18 LageFlur: 5, Flurstück: 21/3 | evangelische Pfarrkirche                                                                               |         | 41478 DDB  |
| Bild gesucht BW                         | Fachwerkgebäude                     | Kirchstraße 20 LageFlur: 5, Flurstück: 18/2 | |         | 41480 DDB  |
| Bild gesucht BW                         | Einhaus                             | Kirchstraße 28 LageFlur: 5, Flurstück: 12/1 | |         | 41481 DDB  |
| Bild gesucht BW                         | Tagelöhnerhaus                      | Kirchstraße 31 LageFlur: 5, Flurstück: 222/4 | |         | 41482 DDB  |
| Bild gesucht BW                         | Einhaus                             | Kirchstraße 32 LageFlur: 5, Flurstück: 10/1 | |         | 41483 DDB  |
| Bild gesucht BW                         | Wohnhaus                            | Kirchstraße 41, 39 LageFlur: 5, Flurstück: 228/3, 228/4                                                                                          | |         | 41484 DDB  |
| Bild gesucht BW                         | Eisenbahnbrücke                     | Kleidenwiese LageFlur: 5, Flurstück: 70/7 | | 1915    | 768961 DDB |
| Bild gesucht BW                         | Mühle                               | Mühlstraße 4 LageFlur: 5, Flurstück: 88/2 | |         | 41485 DDB  |
| Bild gesucht BW                         | Gut                                 | Rückerode, Unter der Fliegenkuhle (Außerhalb Ortslage) LageFlur: 15, Flurstück: 18/4, 26/2                                                       | Gut Rückerode, nordöstlich anschließend abgetragene Burganlage mit Stützmauer, Keller und Steintischen |         | 41488 DDB  |
| Bild gesucht BW                         | Wasserbehälter                      | Unterer Kühnekuhlkopf (Außerhalb Ortslage) LageFlur: 11, Flurstück: 39                                                                           | |         | 41486 DDB  |
| Bild gesucht BW                         | Wasserbehälter mit Inschriftentafel | Unterm Hohelieteberge (Außerhalb Ortslage) LageFlur: 10, Flurstück: 305/67                                                                       | | 1916    | 41487 DDB  |

### Kleinalmerode
| Bild            | Bezeichnung         | Lage                                                           | Beschreibung          | Bauzeit | Objekt-Nr. |
| --------------- | ------------------- | -------------------------------------------------------------- | --------------------- | ------- | ---------- |
| Bild gesucht BW | Fachwerkwohnhaus    | Kasseler Straße 4 LageFlur: 14, Flurstück: 128/1               |                       | 1753    | 41530 DDB  |
| Bild gesucht BW |                     | Kasseler Straße 18 LageFlur: 14, Flurstück: 98/5               |                       | Um 1820 | 41532 DDB  |
| Bild gesucht BW | Gasthaus            | Kasseler Straße 28 LageFlur: 14, Flurstück: 85/4               |                       |         | 41531 DDB  |
| weitere Bilder  | Evangelische Kirche | Kirchweg 2 LageFlur: 14, Flurstück: 107/3                      | mit Gefallenendenkmal |         | 41534 DDB  |
| Bild gesucht BW | Doppelhaus          | Lindenplatz 3/5 LageFlur: 14, Flurstück: 144/2, 144/3, 486/145 |                       |         | 41533 DDB  |

### Neuseesen
| Bild                                    | Bezeichnung            | Lage | Beschreibung                                 | Bauzeit | Objekt-Nr. |
| --------------------------------------- | ---------------------- | --- | -------------------------------------------- | ------- | ---------- |
| Bild gesucht BW                         | Gesamtanlage Neuseesen | Am Junkergraben 1–3, Hansteinstraße 5, 7, 9a, 11–15, 8–30, Winterbergstraße 2–4 LageFlur: 2, Flurstück: |                                              |         | 41536 DDB  |
| Bild gesucht BW                         | Hofanlage              | Am Junkergraben 2 LageFlur: 2, Flurstück: 55/2                                                          |                                              |         | 41543 DDB  |
| Direkt Bild zu diesem Denkmal hochladen | 94 Grenzsteine         | Außerhalb Ortslage                                                                                      | Inschrift: KH/KP 1837                        |         | 41592 DDB  |
| Bild gesucht BW                         | Mühle                  | Hansteinstraße 8 LageFlur: 2, Flurstück: 15/7                                                           |                                              |         | 41537 DDB  |
| Bild gesucht BW                         | Wohnhaus               | Hansteinstraße 11 LageFlur: 2, Flurstück: 49/1                                                          |                                              |         | 41538 DDB  |
| Bild gesucht BW                         | Fachwerkwohnhaus       | Hansteinstraße 12 LageFlur: 2, Flurstück: 10/1                                                          |                                              |         | 41539 DDB  |
| Bild gesucht BW                         | Fachwerkwohnhaus       | Hansteinstraße 15 LageFlur: 2, Flurstück: 46/3                                                          |                                              |         | 41540 DDB  |
| weitere Bilder                          | Evangelische Kirche    | Hansteinstraße 16 LageFlur: 2, Flurstück: 10/5                                                          |                                              |         | 41541 DDB  |
| Bild gesucht BW                         | Fachwerkwohnhaus       | Hansteinstraße 18 LageFlur: 2, Flurstück: 42/4                                                          | und das dahinter stehende Wirtschaftsgebäude |         | 41542 DDB  |

### Roßbach
| Bild                      | Bezeichnung               | Lage | Beschreibung                                     | Bauzeit | Objekt-Nr. |
| ------------------------- | ------------------------- | --- | ------------------------------------------------ | ------- | ---------- |
| Bild gesucht BW           | Gesamtanlage Roßbach      | Auf dem Winkel 1–3, Bergweg 1–13, 2–14, Berliner Straße 39–49, 36–48, Eselsgasse, Gemeindegasse, Obere Bachstraße 1–21, 2–14, Untere Bachstraße 1–15, 2–20, Weidenweg LageFlur: 3, Flurstück: |                                                  |         | 41545 DDB  |
| Bild gesucht BW           | Fachwerkwohnhaus          | Auf dem Winkel 3 LageFlur: 3, Flurstück: 18/1 |                                                  |         | 41546 DDB  |
| Bild gesucht BW           | Streckhof                 | Bergweg 1 LageFlur: 3, Flurstück: 152/1 |                                                  |         | 41547 DDB  |
| Bild gesucht BW           | Wohnhaus                  | Bergweg 4 LageFlur: 3, Flurstück: 131/5 |                                                  | Um 1740 | 41548 DDB  |
| Streckhof                 | Streckhof                 | Bergweg 10 LageFlur: 3, Flurstück: 123/2 |                                                  | Um 1700 | 41549 DDB  |
| Bild gesucht BW           | Wohnhaus                  | Bergweg 13 LageFlur: 3, Flurstück: 113/1 |                                                  |         | 41550 DDB  |
| Brücke über den Berksbach | Brücke über den Berksbach | Berksbach LageFlur: 12, Flurstück: 220/2 | Sandsteinbrücke über den Berksbach               |         | 953169 DDB |
| Bild gesucht BW           | Streckhof                 | Berliner Straße 39, Berliner Straße LageFlur: 3, Flurstück: 163/6, 163/7 |                                                  |         | 41551 DDB  |
| weitere Bilder            | Evangelische Kirche       | Berliner Straße 43 LageFlur: 3, Flurstück: 161/1 |                                                  | 1743    | 41552 DDB  |
| Bild gesucht BW           | Doppelhaus                | Berliner Straße 49 LageFlur: 3, Flurstück: 15 |                                                  |         | 41553 DDB  |
| Bild gesucht BW           | Fachwerkwohnhaus          | Eselsgasse 5 LageFlur: 3, Flurstück: 110/3 |                                                  |         | 41554 DDB  |
| Bild gesucht BW           | Fachwerkwohnhaus          | Gemeindegasse 1 LageFlur: 3, Flurstück: 164/2 |                                                  |         | 41555 DDB  |
| Wegweiser                 | Wegweiser                 | K 65 LageFlur: 2, Flurstück: 265/84 | Inschrift: Kleinalmerode / Ellingerode / Roßbach |         | 41636 DDB  |
| Bild gesucht BW           | Fachwerkwohnhaus          | Obere Bachstraße 1 LageFlur: 3, Flurstück: 65/1 |                                                  | 1743    | 41557 DDB  |
| Bild gesucht BW           | Wohnhaus                  | Obere Bachstraße 3 LageFlur: 3, Flurstück: 64/2 |                                                  | Um 1700 | 41558 DDB  |
| Bild gesucht BW           | Wohnhaus                  | Obere Bachstraße 5 LageFlur: 3, Flurstück: 63/7 |                                                  |         | 41556 DDB  |
| Bild gesucht BW           | Fachwerkwohnhaus          | Obere Bachstraße 7 LageFlur: 3, Flurstück: 67/1 |                                                  |         | 41559 DDB  |
| Bild gesucht BW           | Ortsschmiede              | Obere Bachstraße 9 LageFlur: 3, Flurstück: 70/1 |                                                  |         | 41560 DDB  |
| Bild gesucht BW           | Fachwerkwohnhaus          | Obere Bachstraße 14 LageFlur: 3, Flurstück: 83/4 |                                                  |         | 41561 DDB  |
| Bild gesucht BW           | Streckhof                 | Untere Bachstraße 2 LageFlur: 3, Flurstück: 14/1 |                                                  |         | 41562 DDB  |
| Bild gesucht BW           | Wohnhaus                  | Untere Bachstraße 7 LageFlur: 3, Flurstück: 180/5 |                                                  |         | 41563 DDB  |
| Bild gesucht BW           | Fachwerkwohnhaus          | Weidenweg 4 LageFlur: 3, Flurstück: 150/1 |                                                  | Um 1800 | 41564 DDB  |
| Bild gesucht BW           | Fachwerkwohnhaus          | Weidenweg 6/8 LageFlur: 3, Flurstück: 142, 145 |                                                  | 1623    | 41565 DDB  |

### Unterrieden
| Bild                                    | Bezeichnung              | Lage | Beschreibung                    | Bauzeit | Objekt-Nr. |
| --------------------------------------- | ------------------------ | --- | ------------------------------- | ------- | ---------- |
| Bild gesucht BW                         | Gesamtanlage Unterrieden | Kirchstraße, Lindenstraße 1–7, 2–4, Ludwigsteinstraße 22–32, 29–33, Mühlstraße 4, 6, Zum Anger 1–7 LageFlur: 2, 3, Flurstück: |                                 |         | 41567 DDB  |
| Direkt Bild zu diesem Denkmal hochladen | 94 Grenzsteine           | Außerhalb Ortslage | Inschrift: KH/KP 1837           |         | 41593 DDB  |
| Bild gesucht BW                         | Bebenroth-Tunnel         | Bebenrot, Liede, Kohlgraben, Im Siegen, Eisenbahn, Ebenhöhe, Auf den Gelängen, Am Weidenhof, Am Kohlgraben, Am Hessenkopf (Außerhalb der Ortslage) LageFlur: 1, 6, Flurstück: 128/57, 154/33, 156/33, 33/4, 57/1, 57/2, 60, 62, 65–69, 81, 83, 33/1, 54–56 |                                 | 1873–75 | 768960 DDB |
| Pferdestall                             | Pferdestall              | Kirchstraße 1 LageFlur: 2, Flurstück: 75 |                                 |         | 41568 DDB  |
| Bild gesucht BW                         | Fachwerkgebäude          | Kirchstraße 2 LageFlur: 2, Flurstück: 63/4 |                                 |         | 41569 DDB  |
| Dorfschule                              | Dorfschule               | Kirchstraße 4 LageFlur: 2, Flurstück: 65 |                                 | 1832    | 41570 DDB  |
| Zigarrenfabrik                          | Zigarrenfabrik           | Kirchstraße 8 LageFlur: 2, Flurstück: 68 |                                 |         | 41571 DDB  |
| weitere Bilder                          | Evangelische Kirche      | Kirchstraße 14 LageFlur: 2, Flurstück: 86, 87 | Grabsteine auf dem Friedhof     |         | 41573 DDB  |
| Bild gesucht BW                         | Gutshof                  | Lindenstraße 14 LageFlur: 3, Flurstück: 115/5 |                                 | Um 1900 | 41572 DDB  |
| Bild gesucht BW                         | Wohnhaus                 | Lindenstraße 21 LageFlur: 3, Flurstück: 106 |                                 |         | 41574 DDB  |
| Bild gesucht BW                         | Bahnhof                  | Ludwigsteinstraße 2 LageFlur: 3, Flurstück: 1/4 |                                 | 1914    | 41575 DDB  |
| Bild gesucht BW                         | Villa                    | Ludwigsteinstraße 14 LageFlur: 3, Flurstück: 8/1 |                                 | Um 1920 | 41576 DDB  |
| Wohnhaus                                | Wohnhaus                 | Ludwigsteinstraße 24 LageFlur: 3, Flurstück: 11 | mit Wirtschaftsgebäude          |         | 41577 DDB  |
| Bild gesucht BW                         | Fachwerkwohnhaus         | Ludwigsteinstraße 26 LageFlur: 3, Flurstück: 23 |                                 |         | 41578 DDB  |
| Bild gesucht BW                         | Stallgebäude             | Ludwigsteinstraße 27/27a LageFlur: 3, Flurstück: 78/2 |                                 |         | 41579 DDB  |
| Bild gesucht BW                         | Streckhof                | Ludwigsteinstraße 30 LageFlur: 3, Flurstück: 29/3 |                                 |         | 41580 DDB  |
| Bild gesucht BW                         | Kuhstall und Scheune     | Ludwigsteinstraße 31 LageFlur: 2, Flurstück: 73 |                                 |         | 41581 DDB  |
| Bild gesucht BW                         | Hofanlage                | Ludwigsteinstraße 36 LageFlur: 2, Flurstück: 21, 64 | mit Hofpflaster und Einfriedung |         | 41582 DDB  |
| Bild gesucht BW                         | Einhaus                  | Ludwigsteinstraße 42 LageFlur: 2, Flurstück: 24/2 |                                 |         | 41583 DDB  |
| Bild gesucht BW                         | Scheune                  | Ludwigsteinstraße 47 LageFlur: 2, Flurstück: 50 |                                 |         | 41585 DDB  |
| Bild gesucht BW                         | Fachwerkwohnhaus         | Mühlstraße 4 LageFlur: 2, Flurstück: 15/3 |                                 |         | 41586 DDB  |
| Bild gesucht BW                         | Tagelöhnerhaus           | Zum Anger 1 LageFlur: 2, Flurstück: 12/3 |                                 |         | 41584 DDB  |

### Wendershausen
| Bild                                    | Bezeichnung                                  | Lage                                                                          | Beschreibung                                                   | Bauzeit | Objekt-Nr. |
| --------------------------------------- | -------------------------------------------- | ----------------------------------------------------------------------------- | -------------------------------------------------------------- | ------- | ---------- |
| Gebäudegruppe                           | Gebäudegruppe                                | Am Salzbach 3/5 LageFlur: 3, Flurstück: 97/4, 100/1                           | mit Backhaus vor Am Salzbach 5                                 |         | 41490 DDB  |
| Bild gesucht BW                         | Fachwerkwohnhaus                             | An der Werra 1, An der Werra LageFlur: 3, Flurstück: 160/25, 46/7             | vor dem Haus steht ein Steintisch                              | 1806    | 41491 DDB  |
| Bild gesucht BW                         | Streckhof                                    | An der Werra 2/4, Eschweger Straße 35 LageFlur: 3, Flurstück: 88/1, 89, 91/1  |                                                                |         | 41492 DDB  |
| Bild gesucht BW                         | Fachwerkwohnhaus                             | An der Werra 6 LageFlur: 3, Flurstück: 65/3                                   |                                                                |         | 41493 DDB  |
| Bild gesucht BW                         | Winkelhof                                    | An der Werra 9 LageFlur: 3, Flurstück: 61/5                                   |                                                                |         | 41494 DDB  |
| Bild gesucht BW                         | Streckhof                                    | An der Werra 13 LageFlur: 3, Flurstück: 24/2                                  |                                                                |         | 41495 DDB  |
| Bild gesucht BW                         | Streckhof                                    | An der Werra 25/27 LageFlur: 3, Flurstück: 12/2, 239/12                       |                                                                |         | 41496 DDB  |
| weitere Bilder                          | Kriegsgräberstätte Ludwigstein               | Auf dem Haine LageFlur: 6, Flurstück: 20/25                                   |                                                                |         | 768986 DDB |
| Bild gesucht BW                         | Ruheplatz, 2 Steinbänke mit Baumgruppe       | B 27 (Außerhalb Ortslage) LageFlur: 6, Flurstück: 16/1                        |                                                                |         | 41663 DDB  |
| Bild gesucht BW                         | Felsenlaube                                  | B 27 (Außerhalb Ortslage) LageFlur: 6, Flurstück: 16/14                       |                                                                |         | 41505 DDB  |
| Bild gesucht BW                         | Wohnhaus                                     | Enge Gasse 3 LageFlur: 3, Flurstück: 58/6                                     |                                                                |         | 41498 DDB  |
| Bild gesucht BW                         | Fachwerkwohnhaus                             | Eschweger Straße 16 LageFlur: 3, Flurstück: 133/1                             |                                                                |         | 41499 DDB  |
| Bild gesucht BW                         | Fachwerkwohnhaus                             | Eschweger Straße 30 LageFlur: 3, Flurstück: 120/2                             | mit Stall                                                      |         | 41497 DDB  |
| Bild gesucht BW                         | Domäne                                       | Eschweger Straße 34 LageFlur: 3, Flurstück: 110/4                             |                                                                |         | 41500 DDB  |
| weitere Bilder                          | Evangelische Kirche                          | Eschweger Straße 35 LageFlur: 3, Flurstück: 91/1                              | mit dem Rest des Angers und einer Totenkapelle                 | 1739/40 | 41503 DDB  |
| ehem. Schule                            | ehem. Schule                                 | Eschweger Straße 48 LageFlur: 4, Flurstück: 248/36                            |                                                                |         | 41501 DDB  |
| Bild gesucht BW                         | Steinbank unter von Säulen getragenen Felsen | Hain (Außerhalb Ortslage) LageFlur: 6, Flurstück: 84/17                       |                                                                |         | 41664 DDB  |
| weitere Bilder                          | Burg Ludwigstein                             | Jugendburg Ludwigstein 1 (Außerhalb Ortslage) LageFlur: 6, Flurstück: 60/24   | mit Pumpenhaus unterhalb des Westhangs                         |         | 41504 DDB  |
| Bild gesucht BW                         | Steinkreuz * 4625.2                          | Zur Jugendburg Ludwigstein (Außerhalb Ortslage) LageFlur: 6, Flurstück: 20/11 |                                                                |         | 41653 DDB  |
| Direkt Bild zu diesem Denkmal hochladen | Gedenktafel                                  | Außerhalb Ortslage                                                            | Inschrift: WILHELMUS II / ELECTOR HASSIAE / CONDIDIT MDCCCXXVI |         | 41659 DDB  |

### Werleshausen
| Bild                                    | Bezeichnung               | Lage | Beschreibung                                                    | Bauzeit | Objekt-Nr. |
| --------------------------------------- | ------------------------- | --- | --------------------------------------------------------------- | ------- | ---------- |
| Bild gesucht BW                         | Gesamtanlage Werleshausen | Am Rasen 7–35, 14–24, Am Siesterbach 1–9, 2, 4, 8, 12–16, An der Junkerscheune 1–3, Bornhagener Straße 1–27, 8–20, Große Gasse 1–9, 13–23, 2–20 LageFlur: 6, Flurstück: |                                                                 |         | 41507 DDB  |
| Bild gesucht BW                         | Wohnhaus                  | Am Rasen 11 LageFlur: 6, Flurstück: 34 | mit Backhaus                                                    |         | 41508 DDB  |
| weitere Bilder                          | Sachgesamtheit Gutshof    | Am Rasen 19 LageFlur: 6, Flurstück: 70/1 |                                                                 | 1556    | 41509 DDB  |
| Fachwerkwohnhaus                        | Fachwerkwohnhaus          | Am Rasen 21 LageFlur: 6, Flurstück: 71 |                                                                 |         | 41510 DDB  |
| Fischerhaus                             | Fischerhaus               | Am Rasen 22 LageFlur: 6, Flurstück: 103 |                                                                 |         | 41511 DDB  |
| Tagelöhnerhaus                          | Tagelöhnerhaus            | Am Rasen 23 LageFlur: 6, Flurstück: 72 |                                                                 |         | 41512 DDB  |
| Wohnhaus                                | Wohnhaus                  | Am Rasen 39 LageFlur: 6, Flurstück: 81 |                                                                 |         | 41514 DDB  |
| Fachwerkwohnhaus                        | Fachwerkwohnhaus          | Am Siesterbach 2 LageFlur: 6, Flurstück: 58/1 |                                                                 |         | 41515 DDB  |
| Meierei                                 | Meierei                   | Am Siesterbach 8 LageFlur: 6, Flurstück: 51/22 |                                                                 |         | 41516 DDB  |
| Bild gesucht BW                         | Wohnhaus                  | Am Ziegelrain 16 LageFlur: 6, Flurstück: 82 |                                                                 |         | 41513 DDB  |
| Direkt Bild zu diesem Denkmal hochladen | 94 Grenzsteine            | Außerhalb Ortslage | Inschrift: KH/KP 1837                                           |         | 41590 DDB  |
| weitere Bilder                          | Anger                     | Bornhagener Straße LageFlur: 6, Flurstück: 8 | mit Steintisch                                                  |         | 41523 DDB  |
| Bild gesucht BW                         | Backhaus                  | Bornhagener Straße (neben Nr. 1) LageFlur: 6, Flurstück: 143 |                                                                 |         | 41517 DDB  |
| Bild gesucht BW                         | Wohnhaus                  | Bornhagener Straße 8 LageFlur: 6, Flurstück: 41/1 |                                                                 |         | 41518 DDB  |
| Kleinbauernstelle                       | Kleinbauernstelle         | Bornhagener Straße 12 LageFlur: 6, Flurstück: 14 |                                                                 |         | 41519 DDB  |
| Fachwerkwohnhaus                        | Fachwerkwohnhaus          | Bornhagener Straße 14 LageFlur: 6, Flurstück: 15 |                                                                 |         | 41520 DDB  |
| Wohnhaus                                | Wohnhaus                  | Bornhagener Straße 20 LageFlur: 6, Flurstück: 61/2 |                                                                 |         | 41521 DDB  |
| Streckhof                               | Streckhof                 | Bornhagener Straße 21 LageFlur: 6, Flurstück: 9 |                                                                 |         | 41522 DDB  |
| weitere Bilder                          | Evangelische Kirche       | Bornhagener Straße 25 LageFlur: 6, Flurstück: 6/1 | mehrere Grab- und Gedenksteine und ein Taufstein vor der Kirche |         | 41524 DDB  |
| Bild gesucht BW                         | Fachwerkwohnhaus          | Große Gasse 4 LageFlur: 6, Flurstück: 39/1 |                                                                 |         | 41525 DDB  |
| Bild gesucht BW                         | Wohnhaus                  | Große Gasse 5 LageFlur: 6, Flurstück: 18 |                                                                 |         | 41526 DDB  |
| Bild gesucht BW                         | Hofanlage                 | Große Gasse 8 LageFlur: 6, Flurstück: 37/1 |                                                                 |         | 41527 DDB  |
| Wohnhaus                                | Wohnhaus                  | Große Gasse 23 LageFlur: 6, Flurstück: 26/1 | mit Ummauerung                                                  |         | 41528 DDB  |
| Bild gesucht BW                         | Wegweiser                 | K 67 LageFlur: 2, Flurstück: 128/23 |                                                                 |         | 41637 DDB  |

### Ziegenhagen
| Bild                        | Bezeichnung                     | Lage | Beschreibung                                                                                                 | Bauzeit | Objekt-Nr. |
| --------------------------- | ------------------------------- | --- | --- | ------- | ---------- |
| Bild gesucht BW             | Gesamtanlage I Ziegenhagen      | An der Alten Burg 1, 8–12, Rautenbachstraße 1, 2, 4 LageFlur: 5, Flurstück:                                            | |         | 41334 DDB  |
| weitere Bilder              | Evangelische Kirche             | An der Kirche 1 LageFlur: 5, Flurstück: 46/6                                                                           | |         | 41335 DDB  |
| Bild gesucht BW             | Steinkreuz * 4624.1             | An der Spicke LageFlur: 7, Flurstück: 50/1                                                                             | |         | 41654 DDB  |
| Scheibenkreuzstein * 4624.2 | Scheibenkreuzstein * 4624.2     | An der Spiecke LageFlur: 7, Flurstück: 55/7                                                                            | |         | 41655 DDB  |
| Streckhof                   | Streckhof                       | Blume 4 LageFlur: 5, Flurstück: 13/3                                                                                   | |         | 41338 DDB  |
| Bild gesucht BW             | Fachwerkwohnhaus                | Blume 6 LageFlur: 5, Flurstück: 7/11                                                                                   | |         | 41337 DDB  |
| Ruine der Burg Ziegenberg   | Ruine der Burg Ziegenberg       | Burgberg, Vogelherd, Heidelbeerkopf (Außerhalb der Ortslage) LageFlur: 13, Flurstück: 5/5                              | Burgruine Ziegenhagen                                                                                        |         | 41356 DDB  |
| Forstamt Neufriemen         | Forstamt Neufriemen             | Forsthaus Neufriemen 1 LageFlur: 15, Flurstück: 34/11                                                                  | |         | 41357 DDB  |
| Bild gesucht BW             | Gesamtanlage Ziegenhagen        | Glashütte 2, 6–10, 15, 16–20 LageFlur: 3, Flurstück:                                                                   | Gesamtanlage Ziegenhagen II Glashütte                                                                        |         | 41353 DDB  |
| Fachwerkhaus                | Fachwerkhaus                    | Glashütte 2 LageFlur: 3, Flurstück: 28/2                                                                               | |         | 41354 DDB  |
| Bild gesucht BW             | Wohnhaus                        | Glashütte 6 LageFlur: 3, Flurstück: 27/2                                                                               | |         | 41355 DDB  |
| Wegweiser                   | Wegweiser                       | L 3302 LageFlur: 20, Flurstück: 19                                                                                     | Inschrift: Ziegenhagen / Ziegenberg / Stiedenrode                                                            |         | 41638 DDB  |
| Bild gesucht BW             | Wohnhaus                        | Mittelweg 2 LageFlur: 5, Flurstück: 45/5                                                                               | |         | 41336 DDB  |
| Bild gesucht BW             | Streckhof                       | Mittelweg 3 LageFlur: 5, Flurstück: 29/3                                                                               | |         | 41339 DDB  |
| Bild gesucht BW             | Wohnhaus                        | Mittelweg 6 LageFlur: 5, Flurstück: 39/2                                                                               | | 1747    | 41340 DDB  |
| Streckhof                   | Streckhof                       | Mittelweg 9 LageFlur: 5, Flurstück: 32/1                                                                               | | Um 1700 | 41341 DDB  |
| Streckhof                   | Streckhof                       | Mittelweg 13 LageFlur: 5, Flurstück: 33/4                                                                              | | Um 1730 | 41342 DDB  |
| Burgmühle                   | Burgmühle                       | Sebastian-Kneipp-Straße 1 LageFlur: 12, Flurstück: 17/1                                                                | |         | 41343 DDB  |
| Forsthaus                   | Forsthaus                       | Sebastian-Kneipp-Straße 6 LageFlur: 12, Flurstück: 9/23                                                                | |         | 41344 DDB  |
| Bild gesucht BW             | Einhaus                         | Sebastian-Kneipp-Straße 48 LageFlur: 5, Flurstück: 26/24                                                               | |         | 41345 DDB  |
| Bild gesucht BW             | Hofanlage                       | Sebastian-Kneipp-Straße 52 LageFlur: 5, Flurstück: 24/16                                                               | |         | 41346 DDB  |
| Bild gesucht BW             | Streckhof                       | Sebastian-Kneipp-Straße 53 LageFlur: 5, Flurstück: 60/9                                                                | |         | 41347 DDB  |
| Bild gesucht BW             | Streckhof                       | Sebastian-Kneipp-Straße 57 LageFlur: 5, Flurstück: 61/3                                                                | |         | 41348 DDB  |
| Bild gesucht BW             | Fachwerkhaus                    | Sebastian-Kneipp-Straße 62 LageFlur: 5, Flurstück: 84/17                                                               | |         | 41349 DDB  |
| Bild gesucht BW             | Scheune                         | Sebastian-Kneipp-Straße 64 LageFlur: 5, Flurstück: 16/5                                                                | |         | 41349 DDB  |
| Bild gesucht BW             | Fachwerkwohnhaus                | Sebastian-Kneipp-Straße 72 LageFlur: 5, Flurstück: 3/14                                                                | |         | 41350 DDB  |
| Bild gesucht BW             | Forsthaus                       | Sebastian-Kneipp-Straße 74 LageFlur: 5, Flurstück: 64/7                                                                | |         | 41251 DDB  |
| Gesindehaus                 | Gesindehaus                     | Sebastian-Kneipp-Straße 78 LageFlur: 5, Flurstück: 66/4                                                                | |         | 41352 DDB  |
| Bild gesucht BW             | Wohnhaus                        | Sebastian-Kneipp-Straße 80 LageFlur: 5, Flurstück: 66/5                                                                | |         | 41352 DDB  |
| Gedenkstein                 | Gedenkstein                     | Steinbergshohl LageFlur: 5, Flurstück: 66/5                                                                            | Inschrift: Dem Andenken / des treuen / Pflegers dieses / Waldes des / Försters. Wilh. Burhenne / 1827 – 1877 |         | 41660 DDB  |
| Bild gesucht BW             | Sachgesamtheit Hofgut Buttlar   | Ziegenberg 3/4, Großer Hof, Bornhof, Am Bornhof 1/3 (Außerhalb der Ortslage) LageFlur: 20, Flurstück: 29, 39/1, 40, 48 | Sachgesamtheit Hofgut der von Buttlar                                                                        |         | 41358 DDB  |
| Bild gesucht BW             | Herrenhaus                      | Lage | | 1562    |            |
| Bild gesucht BW             | Verwalterhaus                   | Lage | | 1596    |            |
| Bild gesucht BW             | Schafstall                      | Lage | |         |            |
| Kuhstall                    | Kuhstall                        | Lage | |         |            |
| Bild gesucht BW             | Arbeiterwohnhaus                | Lage | |         |            |
| Bild gesucht BW             | Haus des Schäfers               | Lage | |         |            |
| Mausoleum                   | Mausoleum                       | Lage | |         |            |
| Bild gesucht BW             | Einfriedung des Erbbegräbnisses | Lage | |         |            |